# Sandra Finkenauer
Sandra Finkenauer (* 15. Juni 1975) ist eine ehemalige deutsche Fußballspielerin. Sie kam für den 1. FFC Frankfurt 2002 in zwei Bundesligaspielen zum Einsatz.

## Karriere
Finkenauer debütierte in der Saison 2001/02 in der höchsten Spielklasse: Am 16. Juni 2002 (22. Spieltag) spielte sie beim 3:1-Sieg im Auswärtsspiel gegen den 1. FFC Turbine Potsdam von Beginn an, bevor sie in der 80. Minute für Christine Vollerthun ausgewechselt wurde. Ihren zweiten Einsatz hatte sie in der Saison 2002/03 am 1. September 2002 (2. Spieltag) beim 11:0-Sieg im Heimspiel gegen den SC 07 Bad Neuenahr mit Einwechslung für Élodie Woock ab der 75. Minute. Mit diesen beiden Spieleinsätzen, jeweils einen pro Saison, hatte sie Anteil an den beiden errungenen Meisterschaften ihrer Mannschaft.
Im weiteren Verlauf spielte sie zudem für Germania Wiesbaden in der viertklassigen Oberliga Hessen.

## Erfolge
- Deutscher Meister 2002, 2003